# Cornel Constantinescu
Cornel Constantinescu (n. 12 iulie 1953 - 2020) a fost un sociolog român, deputat în legislatura 1990-1992, ales în județul Argeș pe listele partidului FSN.